# 伏道乡
伏道乡是中国河南省安阳市汤阴县下辖的一个乡。

## 行政区划
伏道乡下辖：伏道二街村、侯庄村、后小滩村、前小滩村、西官庄村、小贺屯村、东官庄村、司马村、辉泉村、七涧村、南申庄村、夹河村、小屯村、西水磨湾村、伏道一街村、后攸昙村、伏道四街村、岗阳南村、伏道三街村、寺台寺村、东师庄村、大性南街村、前攸昙村、南阳村、东水磨湾村、北里于村、大性中街村、大性北街村、岗阳北村。